# فیلینگندورف
فیلینگندورف (به آلمانی: Villingendorf) یک شهر در آلمان است که در روتوایل واقع شده‌است. فیلینگندورف ۳٬۳۰۶ نفر جمعیت دارد.